# Bulange
Bulange je stavba v Ugandi. V njej je sedež lukiike, parlamenta kraljevine Buganda. Kabaka Bugandski in bugandski Katikkiro (premier) imata v stavbi tudi pisarne. Stavba služi kot upravni sedež kraljevine Buganda.

## Lokacija
Bulange je uradna upravna stavba za kraljestvo Buganda v osrednji Ugandi. Njen obstoj na tem območju je privedel tudi do morebitnega preimenovanja območij v okolici. Stoji na hribu Namirembe blizu bolnišnice Namirembe, približno 1,6 km severozahodno od glavnih vrat palače Mengo v Kampali, glavnem in največjem mestu Ugande. Stavba leži približno 3,2 km jugozahodno od središča mesta Kampala. Ravna cesta Kabaka Anjagala, ki vodi od glavnega vhoda v palačo Mengo do vhoda v Bulange, je dolga približno 1,6 km in se včasih imenuje tudi kraljeva milja.

## Zgodovina
Bulange mengo, parlament, kjer so se tradicionalno srečevali predsedniki vlad (katikiro), drugi ministri, poglavarji in kabaka v palači ali pod enim od dreves v palači, se je odločil za izgradnjo konferenčne palače. 
Stavba je stala na zemljišču Namimrembe, ki ga je nekoč zasedala prva britanska policija. Imela je samo eno nadstropje. Ime Bulange izhaja iz imena trave, ki je nekoč rasla na tem hribu. Približno v začetku 20. stoletja je predsednik vlade Bugande Apollo Kaggwa podpisal pogodbo z Indijcem Alidino Visramom, da zgradi opečnato stavbo parlamenta. S povečevanjem kraljeve vlade je potreba po dovolj veliki sejni dvorani prvič prisilila zgraditi konferenčno stavbo zunaj kraljeve palače.
Med izgnanstvom na Škotskem leta 1953 je Ssekabaka Muteesa II. videl in občudoval načrte stavb. Te risbe je prinesel s seboj, ko se je leta 1955 vrnil iz izgnanstva. Naročil je, da se novi Bulange zgradi po teh risbah. Gradnja se je začela leta 1955 in je bila dokončana leta 1958 po ceni 5 milijonov funtov, ki jo je v celoti financirala vlada Bugande.
Na stavbi bulange je približno 56 simbolov klanov kraljestva Buganda, kjer je vsak simbol predstavljen in pojasnjen njihov pomen.
Z letom 1966 je v Ugandi prišlo do političnih nemirov, ki so privedle do invazije na kbakino palačo in zajetja osebja. V tem obdobju je Obote II. želel odpraviti kulturne ustanove. Pristojnosti parlamenta so bile prenešene na ugandsko vojsko. Zasluge za vrnitev Bulange kraljestvu Buganda gredo nacionalnemu odporniškemu gibanju, ki je igralo veliko vlogo pri obnovitvi kulturnih institucij. Od takrat je kraljestvo Buganda postalo legitimna monarhija in parlament Bugande naj bi uzakonjeval le kulturne zakone in obravnaval lastna razvojna vprašanja, ni pa smel vplivati na politična vprašanja.